# كنوكسفيل (إلينوي)
كنوكسفيل (بالإنجليزية: Knoxville, Illinois)‏ هي مدينة تقع في الولايات المتحدة في إلينوي. يقدر عدد سكانها بـ 3,183 نسمة .

## التركيبة السكانية
حدّد مكتب تعداد الولايات المتحدة بيانات التركيبة السكانية لكنوكسفيل في تعداد الولايات المتحدة. في ما يلي، التركيبة السكانية حسب تعدادي 2000 و2010.

### تعداد عام 2000
بلغ عدد سكان كنوكسفيل 3,183 نسمة بحسب تعداد عام 2000، وبلغ عدد الأسر 1,210 أسرة وعدد العائلات 878 عائلة مقيمة في المدينة. في حين سجلت الكثافة السكانية 522.7 نسمة لكل كيلومتر مربع (1,353.8/ميل2). وبلغ عدد الوحدات السكنية 1,260 وحدة بمتوسط كثافة قدره 206.9 لكل كيلومتر مربع (535.9/ميل2).
وتوزع التركيب العرقي للمدينة بنسبة 98.59% من البيض و0.35% من الأمريكيين الأفارقة و0.13% من الأمريكيين الأصليين و0.06% من الأمريكيين ذوي الأصول الآسيوية و0.13% من الأعراق الأخرى و0.75% من عرقين مختلطين أو أكثر و0.57% من الهسبانيون أو اللاتينيون من أي عرق.
بلغ عدد الأسر 1,210 أسرة كانت نسبة 35.5% منها لديها أطفال تحت سن الثامنة عشر تعيش معهم، وبلغت نسبة الأزواج القاطنين مع بعضهم البعض 57.5% من أصل المجموع الكلي للأسر، ونسبة 12% من الأسر كان لديها معيلات من الإناث دون وجود شريك،  بينما كانت نسبة 3.1% من الأسر لديها معيلون من الذكور دون وجود شريكة وكانت نسبة 27.4% من غير العائلات. تألفت نسبة 24.4% من أصل جميع الأسر من عدة أفراد يعيشون في نفس المنزل ونسبة 13.2% كانت تتألف من شخص يعيش بمفرده يبلغ من العمر 65 عاماً أو أكثر. وبلغ متوسط حجم الأسرة المعيشية 2.45، أما متوسط حجم العائلات فبلغ 2.89.
بلغ العمر الوسطي للسكان 41.9 عاماً. وكانت نسبة 23.7% من القاطنين تحت سن الثامنة عشر، وكانت نسبة 6.8% بين الثامنة عشر والرابعة والعشرين عاماً، ونسبة 23.9% كانت واقعةً في الفئة العمرية ما بين الخامسة والعشرين والرابعة والأربعين عاماً، ونسبة 23% كانت ما بين الخامسة والأربعين والرابعة والستين، ونسبة 15.9% كانت ضمن فئة الخامسة والستين عاماً فما فوق. يوجد لكل 100 أنثى 91.2 ذكر، ويوجد لكل 100 أنثى في الثامنة عشر من عمرها فما فوق 86.3 ذكر.
بلغ متوسط دخل الأسرة في المدينة 43,438 دولارًا، أما متوسط دخل العائلة فبلغ 49,688 دولارًا. وكان متوسط دخل الذكور 31,442 دولارًا مقابل 23,939 دولارًا للإناث. وسجل دخل الفرد الخاص بالمدينة 18,643 دولارًا. وكانت نسبة 1.9% من العائلات ونسبة 3.1% من السكان تحت خط الفقر، وكان من هؤلاء نسبة 5.3% تحت سن الثامنة عشر ونسبة 0.8% في الخامسة والستين من العمر وما فوق.

### تعداد عام 2010
بلغ عدد سكان كنوكسفيل 2,911 نسمة بحسب تعداد عام 2010، وبلغ عدد الأسر 1,173 أسرة وعدد العائلات 816 عائلة مقيمة في المدينة. في حين سجلت الكثافة السكانية 478 نسمة لكل كيلومتر مربع (1,238.0/ميل2). وبلغ عدد الوحدات السكنية 1,249 وحدة بمتوسط كثافة قدره 205.1 لكل كيلومتر مربع (531.2/ميل2).
وتوزع التركيب العرقي للمدينة بنسبة 98.01% من البيض و0.27% من الأمريكيين الأفارقة و0.24% من الأمريكيين الأصليين و0.34% من الأمريكيين ذوي الأصول الآسيوية و0.21% من الأعراق الأخرى و0.93% من عرقين مختلطين أو أكثر و1% من الهسبانيون أو اللاتينيون من أي عرق.
بلغ عدد الأسر 1,173 أسرة كانت نسبة 32.5% منها لديها أطفال تحت سن الثامنة عشر تعيش معهم، وبلغت نسبة الأزواج القاطنين مع بعضهم البعض 54.6% من أصل المجموع الكلي للأسر، ونسبة 10.9% من الأسر كان لديها معيلات من الإناث دون وجود شريك،  بينما كانت نسبة 4% من الأسر لديها معيلون من الذكور دون وجود شريكة وكانت نسبة 30.4% من غير العائلات. تألفت نسبة 26.2% من أصل جميع الأسر من عدة أفراد يعيشون في نفس المنزل ونسبة 12.9% كانت تتألف من شخص يعيش بمفرده يبلغ من العمر 65 عاماً أو أكثر. وبلغ متوسط حجم الأسرة المعيشية 2.39، أما متوسط حجم العائلات فبلغ 2.84.
بلغ العمر الوسطي للسكان 43.3 عاماً. وكانت نسبة 22.8% من القاطنين تحت سن الثامنة عشر، وكانت نسبة 7.2% بين الثامنة عشر والرابعة والعشرين عاماً، ونسبة 22.5% كانت واقعةً في الفئة العمرية ما بين الخامسة والعشرين والرابعة والأربعين عاماً، ونسبة 26% كانت ما بين الخامسة والأربعين والرابعة والستين، ونسبة 21.4% كانت ضمن فئة الخامسة والستين عاماً فما فوق. وتوزع التركيب الجنسي للسكان بنسبة 47.2% ذكور و52.8% إناث.

## أعلام
- مات رينولدز
- جستن هارتلي
- بولي ولف
- مات ويلسون
- جستينا فورد